# 新垣隆顕
新垣 隆顕（あらかき たかあき、1958年11月24日 - ）は、日本の税理士。沖縄税理士会副会長、沖縄税理士協同組合副理事長。

## 人物・経歴
1958年11月24日沖縄県生まれ。1981年3月千葉商科大学商経学部卒業。1994年1月新垣隆顕税理士事務所開設。現在、沖縄税理士会副会長、沖縄税理士協同組合副理事長。